# Petra (band)
 For alternative betydninger, se Petra. (Se også artikler, som begynder med Petra)
Petra er et kristent rockband, der blev dannet i starten af 1970'erne. Navnet kommer fra det græske navn for Klippe. Hen over tre årtier har bandet været med til at præge den kristne musikscene med regelmæssige udgivelser. Hen over årene er adskillige bandmedlemmer skiftet ud og bandet har skiftet mellem forskellige stilarter. Bandet har fået en lang række af priser og nomineringer og deres værker har solgt millioner af eksemplarer.
Den 24. maj 2005, ca. en måned efter deres sidste optræden i Kolding i Danmark, hvor de spillede en total udsolgt koncert på spillestedet Godset, meddelte gruppen, at de gik i opløsning efter 33 år i rampelyset. En af deres sidste koncerter er blevet optaget i Franklin, Tennessee og udgivet som deres sidste live-album og dvd. Petras sidste officielle optræden sluttede i de første timer af 1. januar 2006 i Murphy, North Carolina.

## Bandets historie

### Dannelsen af Petra
Petra blev dannet af guitaristerne og sangskriverne Bob Hartman og Greg Hough i 1972, mens de begge studerede ved Christian Training Center i Fort Wayne, Indiana. Samme sted kom bassisten, John DeGroff, også med og de begyndte at spille sammen, mens Petras første trommeslager, "William" Bill Glover, først kom til senere. Fra starten har Petra været en del af Jesus Movement. Petra var bestem ikke de eneste kristne, der begyndte at udgive album og tage på turné i den samme periode. Samtidig med dem opstod bands og solister som Resurrection Band og Keith Green, der havde en meget social tilgang til kristendommen forstået på den måde, at man skal hjælpe de svageste i samfundet. På trods af manglende succes i starten opbyggede bandet en solid fanskare. Petra indgik aftale med pladeselskabet Word Records, hvorefter deres første plade blev udgivet i 1974 med titlen Petra.
I starten sang Bob Hartman og Greg Hough duet. Men efter at have inviteret Greg X Volz til at spille tromme på deres på deres andet album Come and Join Us, gav de ham muligheden for at synge og derved vise bandet fremtidsmuligheder. Sangen "God Gave Rock'n'Roll to You" viser Volz' muligheder med stemmen. Kort efter forlod Greg Hough, John DeGroff og Bill Glover bandet og Bob Hartmann og Greg X Volz var dermed de eneste tilbageværende medlemmer. En periode fulgte med instabilitet omkring bandets tredje udgivelse i 1979, Washes Whiter Than, hvor Volz delte mikrofon med det nytilkomne medlem, Rob Frazier.

### Greg X Volz-æraen
Efter det første årti stod Bob og Greg tilbage uden nogen bandmedlemmer, uden noget salg og uden nogen klar vej. Selvom de legede med ideen om at opgive bandet, gav de det et forsøg mere og gendannede bandet med bassisten, Mark Kelly og keyboard-spilleren, John Slick. Samtidig rykkede Greg X Volz helt op foran mikrofonen og uden noget at tabe, gik de i studiet for at indspille et rent gospel rock album.
Ved udgivelsen af albummet Never Say Die, begyndte bandet deres vej op mod de mest toneangivende bands på den kristne musikscene, og gav Petra det publikum og radiotid, for at deres ministry kunne vokse. Under turneerne indfangede bandet hjerterne og ørene fra et enthusiastisk publikum og startede dermed en ny æra for Christian Contemporary music (den kristne musikscene). Kort tid efter udgivelsen af Never Say Die, blev trommeslageren Louie Weaver, indlemmet i bandet og blev der i de næste 22 år.
Uden at gå på kompromis med hverken musik eller tekster, udgav bandet en stribe succesfulde album og var på turne så ofte, som det kunne lade sig gøre. Undervejes i denne periode blev Slick udskiftet med John Lawry. At være på farten hele tiden, havde sit slid og i 1985 besluttede Greg X Volz at forlade bandet for at være mere sammen med sin familie og påbegynde en solokarriere. Bandet udgav i den periode også sit første af i alt to live-album, Captured In Time and Space.

### John Schlitt æraen
Ved slutningen af 1985 blev John Schlitt, der er tidligere forsanger i Head East, medlem af Petra og blev dets forsanger. Med hans ankomst fik bandet grundet hans stemme en mere hard rock/heavy metal lyd. Året efter udgav bandet deres første album med John Schlitt ved mikrofonen, Back to the Street, der var en moderat succes.
Med en fast line-up, startede bandet på deres mest succesfulde periode, hvor de fik udgivet deres mest succesfulde album This Means War! (1987) On Fire! (1988) og Beyond Belief (1990). Især det sidste album sendte Petra op øverst på hitlisterne inden for gospel music. Desuden vandt albummet en Grammy for bedste Best Rock/Gospel Album. I samme periode stoppede Kelly i bandet og blev udskiftet med Ronnie Cates.
En stor del af Petras succes skyldes også det længerevarende samarbejde med producerteamet John og Dino Elefante fra 1986 og frem til 2000 (kun afbrudt i perioden 1991 – 1992), der bragte det bedste frem i bandet og den storladne stadium-rock lyd.
Med de efterfølgende album, Unseen Power og Wake-Up Call, vandt bandet flere priser, bl.a. to Grammy'er og flere Dove Adwards.

### Problemer i 90'erne
Halvvejs inde i årtiet skete der forskellige, ubehagelige begivenheder for Petra. Først besluttede bandets grundlægger og guitarist, Bob Hartman, at forlade bandet for at få mere tid til familien. Dog vedblev han med at skrive bandets sange og være producer for det. I nogenlunde samme periode forlod John Lawry bandet for at prøve nogle andre ting. Ind kom David Lichens (guitar) og Jim Cooper (keyboard), og bandet udgav så deres næste album, No Doubt, i 1995.
Selvom albummet var en kommerciel succes, gav det et billede af, at bandet var ved at ændre sit musikalske udtryk, som havde været hard rock. Også rygter om gnidninger mellem bandets nyeste medlemmer og John Schlitt betød, at Schlitt året efter bad dem forlade bandet øjeblikkeligt. I den samme periode besluttede Cates at forlade bandet og blev udskiftet med Lonnie Chapin. I 1997 udgav Petra deres andet praise-album, We Need Jesus, med øjeblikkelig succes.

### Et nyt håb?
Sammen med Chapin kom Pete Orta (guitar) og Kevin Brandow (keyboard) med i Petra. Et line-up kombineret med nye, unge musikere og Schlitt og Weavers erfaringer, gav forhåbninger om en ny succes for bandet. De nye medlemmer og Hartman var involveret i det kommende projekt, som resulterede i albummet, God Fixation i 1998.
Desværre gik det ikke som forventet, da albummet ikke slog igennem som forventet på grund af en generel ændring i rock-genren kombineret med en lyd ovre i soft-rock. Samtidig måtte bandet kæmpe for både at fastholde det publikum, som kunne lide den nye lyd og få det gamle publikum tilbage, der havde vendt bandet ryggen pga. disse ændringer. De genudgav nye versioner af de klassiske Petra-sange på albummet, Double Take, i år 2000. Albummet indeholder også to nye sange skrevet og sunget af Orta.
Alligevel vandt bandet deres 4. Grammy med albummet. Kort efter forlod Chapin bandet for at blive medlem af bandet Tait, og Orta stoppede også for at påbegynde en solokarriere. Også Brandow stoppede. For at gøre det hele være, besluttede Petras pladeselskab at droppe dem.

### Petra i det nye årtusinde
I 2001 underskrev Petra en aftale med pladeselskabet Inpop Records. For at give en hånd med, besluttede Bob Hartman at være med i Petra på fuld tid igen. Sammen med Schlitt og Weaver udgjorde han kernen i bandet, da de udgav deres tredje praise-album, Revival. Det medførte, at bandet fik fornyet opmærksomhed, da de drog på en ny turne med nye medlemmer, Bryce Bell (keyboard), Quinton Gibson (guitar) og Greg Bailey (bas).
Turneen var en øjeblikkelig succes, og det så ud til at bandet var ved at rejse sig fra asken. Men flere storme var på vej i horisonten. Gibson forlod igen bandet for at blive medlem i et andet og trommeslager i de sidste 22 år, Louie Weaver, blev fyret på baggrund af rygter og kontraverser. Men, alligevel kom bandet sig over rygterne og gjorde sig klar til det næste album, der siden hen skulle vise sig at være det sidste studiealbum.
Som svar på klagerne fra gruppens fans, udgav bandet i 2003 det, der må betegnes som værende dets tungeste album til alle tider, Jekyll and Hyde. Her fik Schlitt og Hartman hjælp fra flere af medlemmerne i gruppen, Newsboys. Peter Furler spillede trommer og tog sig af produktionen, mens Phil Joel spillede på bas og Jeff Frankenstein tog sig (programmering). Desuden medvirkede det kommende medlem i gruppen, Greg Bailey (bas på den efterfølgende turne og den spanske udgave af Jekyll and Hyde), på kor. Udgivelsen var en vigtig succes, og bandet knoklede på med en efterfølgende turne, hvor de blandet andet gæstede Danmark d. 14. april 2005, hvor de fik indlemmet trommeslageren, Paul Simmons.

### Petras farvel
Hartman besluttede at gå pension fra bandet med udgangen af 2005. Den 4. oktober 2005 fik Petra optaget deres koncert i Franklin, Tennessee, for senere at udgive koncerten på hhv. cd (udkom november 2005) og dvd (udkom marts 2006). De tidligere medlemmer i Petra, Greg X Volz og John Lawry var med på scenen i forbindelse med denne koncert, hvor blandet andet Volz sang duet med Schlitt på et medley fra hver deres respektive æra. Volz sang også sangen "Grave Robber" og keyboardspilleren John Lawry spillede sit gammelkendte nummer, "Jesus Love You", som første gang kunne høres på live-albummet Captured in Time & Space fra 1985.

## Turné i Danmark
Petras koncerter i Danmark blev afholdt eller arrangeret af lokale kristne, som enten har stiftede en forretning eller forening, der stod som økonomsike og praktiske bagmænd. Denne forretningsmodel har i tidens løb pålagt disse arrangører personlige, økonomiske tab samtidig med at bandet får deres betaling.
Petra gæstede første gang Danmark i 1988, hvor de spillede i Saga-biografen på Vesterbrogade i København. Siden hen har de jævnligt gæstet Danmark, hvor de bl.a. har afholdt koncerter i Fredericia, Herning, Kolding (2005), og Diskotek IN i Nørregade (1995).

## Medlemmer af Petra

### Oprindelige besætning
- Greg Hough – guitar og sang
- Bob Hartman – guitar og sang
- John DeGroff – bas
- Bill Glover – trommer

### Sidste besætning
- John Schlitt –sang
- Bob Hartman – guitar
- Greg Bailey – bas
- Paul Simmons – trommer

### Tidligere medlemmer

#### (For)sangere
- Bob Hartman (1972-1979)
- Greg Hough (1972-1979)
- Rob Frazier (1979)
- Greg X Volz (gæstesanger 1977, forsanger 1978-1985)
- John Schlitt (1986-2005)

#### Trommer
- Bill Glover (1972-1979)
- Greg X Volz (1979-1981) note: spillede trommer på touren, ikke i studiet
- Louie Weaver (1981-2003)
- Paul Simmons (2003-2005)

#### Guitar
- Bob Hartman (1972-1995, 2003-2005)
- Greg Hough (1972-1979)
- Rob Frazier (1979)
- David Lichens (1995-1997)
- Pete Orta (1997-2000)
- Kevin Brandow (1997-1999)
- Quinton Gibson (2002-2003)

#### Bas
- John DeGroff (1972-1979)
- Mark Kelly (1981-1987)
- Ronny Cates (1988-1996)
- Lonnie Chapin (1997-2001)
- Mike Brandenstein (2001)
- Greg Bailey (2001-2005)

#### Keyboard
- Rob Frazier (1979-1980)
- John Slick (1981-1983)
- John Lawry (1984-1994)
- Jim Cooper (1994-1997)
- Kevin Brandow (1997-1999, 2000-2001)
- Trent Thomason (1999)
- Bryce Bell (2000-2003)

## Diskografi
| Album |
| --- |
| Petra - Udgivet: 1974 - Label: Myrrh Records / A&M Records - Producer: Billy Ray Hearn - Første studio album |
| Come and Join Us - Udgivet: 1977 - Label: Myrrh Records / A&M Records - Producer: Austin Roberts - Med Greg X. Volz som gæstesanger på to sange. |
| Washes Whiter Than - Udgivet: 1979 - Label: StarSong Records / A&M Records - Producer: George Atwell - Med Greg X. Volz og Rob Frazier sang. |
| Never Say Die - Udgivet: 1981 - Label: StarSong Records / A&M Records - Producer: Jonathan David Brown - Første album med John Slick (keyboard) og Mark Kelly (bas). |
| More Power To Ya - Udgivet: 21. september 1982 - Label: StarSong Records / A&M Records - Producer: Jonathan David Brown - Første album Louie Weaver (trommer). |
| Not of this World - Udgivet: 1983 - Label: StarSong Records / A&M Records - Producer: Jonathan David Brown - Grammynormineret Grammy Award for Best Gospel Performance i 1984. |
| Beat the System - Udgivet: 1984 - Label: StarSong Records / A&M Records - Producer: Jonathan David Brown - John Lawry i stedet for John Slick på keyboard. - Grammynormineret Grammy Award for Best Gospel Performance i 1985.                                                      |
| Captured In Time and Space - Udgivet: 1985 - Label: StarSong Records / A&M Records - Producer: Jonathan David Brown - Det første live-album fra gruppen. - Sidste album med Greg X. Volz på sang.                                                                                   |
| Back to the Street - Udgivet: 1986 - Label: StarSong Records / A&M Records - Producer: John & Dino Elefante - Første album med John Schlitt på sang. - Grammynormineret Grammy Award for Best Gospel Performance i 1986.                                                            |
| This Means War! - Udgivet: 1987 - Label: StarSong Records - Producer: John & Dino Elefante - Grammynormineret Grammy Award for Best Gospel Performance i 1987. |
| On Fire! - Udgivet: 1988 - Label: StarSong Records / A&M Records - Producer: John & Dino Elefante - Ronny Cates i stedet for Mark Kelly på bas. - Grammynomineret Grammy Award for Best Gospel Performance i 1989.                                                                  |
| Petra Praise: The Rock Cries Out - Udgivet: 3. oktober 1989 - Label: Dayspring / Word / A&M Records / Epic Records - Producer: Bob Hartman & John Lawry - Første praise album med Petra. - Guldplade 23. januar 1998                                                                |
| Beyond Belief - Udgivet: 20. juni 1990 - Label: Dayspring / Word / A&M Records / Epic Records - Producer: John & Dino Elefante - Vinder Grammy Grammy Award for Best Rock Gospel Album i 1991. - Guldplade 3. oktober 1995                                                          |
| Unseen Power - Udgivet: November 1991 - Label: Dayspring / Word / Epic Records - Producer: John & Dino Elefante - Vinder Grammy Award for Best Rock Gospel Album i 1992. |
| Petra en Alabanza - Udgivet: 1992 - Label: Dayspring / Word Records - Producer: Bob Hartman & John Lawry - Første album på spansk. |
| Wake-Up Call - Udgivet: 9. november 1993 - Label: Dayspring / Word / Epic Records - Producer: Brown Bannister - Vinder Grammy Award for Best Rock Gospel Album i 1994. |
| No Doubt - Released: 26. august 1995 - Label: Word / Epic Records - Producer: John & Dino Elefante - David Lichens og Jim Cooper afløser Bob Hartman og John Lawry. - Grammynormineret Grammy Award for Best Rock Gospel Album i 1995.                                              |
| Petra Praise 2: We Need Jesus - Udgivet: 18. februar 1997 - Label: Word / Epic Records - Producer: John & Dino Elefante - Det andet praise album fra Petra. - Første album med Lonnie Chapin på bas. - Grammynormineret Grammy Award for Best Pop/Contemporary Gospel Album i 1997. |
| God Fixation - Udgivet: 21. april 1998 - Label: Word / Epic Records - Producer: John & Dino Elefante - Pete Orta og Kevin Brandow afløser David Lichens og Jim Cooper. - Grammynormineret Grammy Award for Best Rock Gospel Album i 1998.                                           |
| Double Take - Udgivet: 29. februar 2000 - Label: Word / Epic Records - Producer: John & Dino Elefante - Albummet er en nyindspilning af klassiske Petra-sange. - Det eneste album med Trent Thomason på keyboard. - Vinder Grammy Award for Best Rock Gospel Album in 2000.         |
| Revival - Udgivet: 20. november 2001 - Label: Inpop Records - Producer: Jason Halbert & Dwayne Larring - Det tredje og sidste praise-album fra Petra. - Første album udgivet på nyt label efter at været droppet af det gamle.                                                      |
| Jekyll & Hyde - Udgivet: 19. august 2003 - Label: Inpop Records - Producer: Peter Furler - Grammynormineret Grammy Award for Best Rock Gospel Album i 2003. - Første album med Greg Bailey på kor. - Sidste studiealbum fra Petra                                                   |
| Jekyll & Hyde en Español - Udgivet: 20. april 2004 - Label: Inpop Records - Producer: Peter Furler - Andet album på spansk. |
| Petra Farewell - Udgivet: 2005 - Label: Inpop Records - Producer: Petra - Andet og sidste live-album. - Eneste album med Greg Bailey og Paul Simmons på hhv. bas og trommer. |
| Petra - The Ultimate Collection - Udgivet: 2006 - Label: Star Song/EMI CMG Label Group - Execute-Producer: Bob Hartman. - Opsamlingsalbum med de bedste af Petras sange over 3 årtier                                                                                               |
| Back to the Rock - Udgivet: 2010 - Label: Independent/P-ID Blue |
| Back to the Rock Live - Udgivet: 2011 - Label: Independent |

## Videoer
- Captured In Time & Space (1986, Starsong)
- On Fire! Video Event (1988, Word)
- Beyond Belief Video Album (Mini Movie) (1990, Word)
- Backstage Pass (1992, Word)
- Wake-Up Call Video Collection (1993, Word)
- Revival Inpop (2001, Inpop)
- Petra Farewell (2006, Inpop)
- Re-Captured in Time & Space DVD (2006)
- Back to the Rock Live DVD (2011)

## Priser
- Optaget i Gospel Music Hall of Fame (200)
- Optaget i Hard Rock Café

### Grammy Awards
- Best Rock/Contemporary Gospel Album – Beyond Belief (1990)
- Best Rock/Contemporary Gospel Album – Unseen Power (1992)
- Best Rock Gospel Album – Wake-Up Call (1994)
- Best Rock Gospel Album – Double Take (2000)

### Dove Awards
- Recorded Music Packaging – Petra Praise: The Rock Cries Out (1990)
- Long Form Music Video – "Beyond Belief" (1990)
- Group of the Year (1991)
- Rock Album – Beyond Belief (1991)
- Rock Recorded Song – "Beyond Belief" (1991)
- Recorded Music Packaging – Beyond Belief (1991)
- Rock Recorded Song – "Destiny" (1993)
- Rock Album – Wake-Up Call (1994)
- Rock Album – No Doubt (1996)
- Praise and Worship Album – Petra Praise 2: We Need Jesus (1998)